# Ponts Chartrains
Ne pas confondre avec les ponts de Chartres
Les ponts chartrains, sont des ponts situés à la sortie sud de Blois, dans le département français de Loir-et-Cher.

## Historique
Les ponts permettaient de traverser une zone humide et inondable dans le lit de la Loire et du Cosson. Du Moyen Âge au XVIIIe siècle, la route reliant Chartres à Bourges passait par ces ponts. Situés en partie à Saint-Gervais-la-Forêt et Vineuil, ils sont inscrits monuments historiques depuis 2006.
Ils sont vraisemblablement appelés « chartrains » à tort : il semblerait que l'origine soit « chastrés » (coupés). Il s'agit de ponts entrecoupés de chaussées surélevées.